# Notitia Antiochena
La Notitia Antiochena es la única Notitia Episcopatuum conocida del antiguo patriarcado de Antioquía. No está confirmada la autoría del texto original, escrito en griego bizantino, pero algunas de sus versiones lo atribuyen al patriarca Anastasio I de Antioquía, que gobernó el patriarcado en la segunda mitad del siglo VI, e incluso lo fechan en agosto de 570. De ser eso correcto, la Notitia Antiochena sería la más antigua Notitia Episcopatuum hoy conocida y correspondería al ranking oficial de sedes episcopales del patriarcado. No se conoce el texto original, sino que recensiones que lo modificaron mediante actualizaciones, alteraciones del orden del texto, errores de copia, traducciones, adiciones y reducciones de su contenido.

## Introducción
Notitia Episcopatuum (plural en latín: Notitiae Episcopatuum) es el nombre dado en Occidente a los documentos —generalmente oficiales— que proporcionaron en los territorios del Imperio bizantino listas de sedes episcopales agrupadas por patriarcado y por provincia eclesiástica. De los cuatro antiguos patriarcados del Oriente solo se conocen al menos 13 listas del patriarcado de Constantinopla y una del patriarcado de Antioquía, que ha sido llamada Notitia Antiochena. Por extensión se usa hoy el nombre Notitia Episcopatuum para las listas que se conocen de otras Iglesias orientales posteriores. Varios estudiosos en el siglo XX intentaron restablecer el texto original de la Notitia Antiochena, que creyeron que corresponde a la situación del patriarcado de Antioquía en tiempos anteriores a la conquista árabe musulmana de Siria (634-639) y a la configuración establecida por las disputas cristológicas posteriores al Concilio de Calcedonia de 451.

### Orden de precedencia

Mapa que muestra las provincias del patriarcado de Antioquía (en verde) dentro del Imperio bizantino

En cada patriarcado y provincia eclesiástica del Oriente se determinó el rango o precedencia de cada sede episcopal, que se mantuvo con escasas modificaciones posteriores. No se sabe por quién se estableció este orden muy antiguo, pero es probable que, inicialmente, las sedes metropolitanas y los obispados simples entraran en la clasificación de acuerdo a su fecha de fundación. El orden cuando fue modificado más tarde fue sobre la base de consideraciones políticas y eclesiales. En los patriarcados orientales este rango difería entre ellos, y en la Iglesia de Antioquía el orden jerárquico que se ve en las recensiones de la Notitia Antiochena está estructurado siguiendo la precedencia dentro de cada provincia o tipo de sede, pero las recensiones difieren en cuanto al orden en que se presentan los rangos de las sedes. 
En la terminología usada en la época las clasificaciones refieren principalmente a los obispos y no a las sedes, por lo que mencionan arzobispos, metropolitanos, obispos, etc., en vez de arquidiócesis, metropolitanatos, diócesis, etc. En la recensión en griego más completa (halki panag. 22, base del análisis de Vailhé) el orden tenía en primer lugar al patriarca, seguían los grandes metropolitanos (μητροπολίται μεγάλοι, es decir, aquellos que tenían obispos sufragáneos), los metropolitanos autocéfalos (aὐτοκέφαλοι μητροπολίται, que no tenían obispos sufragáneos), los arzobispos y sincelos (ἀρχιεπισκόπων καὶ συγγέλλων, no dependían de ningún metropolitano), los obispos simples y sincelos (λιτοὶ ἐπίσκοποι, ἤτοι σύγγελοι, dependían directamente del patriarca), y finalmente los obispos sufragáneos de cada metropolitano (ἐπισκοπαὶ). Los catolicós (καθολικοὶ) son mencionados aparte. En cada clase las sedes episcopales se ordenaron correlativamente de acuerdo al orden de precedencia. Los arzobispos y obispos autocéfalos residían en las cercanías de Antioquía, casi todos dentro de la provincia romana de Siria I. Las recensiones griegas los llaman también sincelos, tal vez porque realizaban funciones en la curia patriarcal, integraban el sínodo del patriarcado o eran los delegados o embajadores del patriarca en algunos sínodos y concilios.
En la recensión en siríaco que fue la base del análisis de Honigmann (publicada por Rahmani, 1920), luego del patriarca estaban los arzobispos y sincelos, luego los arzobispos simples (los obispos simples y sincelos de la griega), los metropolitanos autocéfalos, los grandes metropolitanos y luego los obispos sufragáneos. Los catolicós no son mencionados.

### Patriarca Anastasio

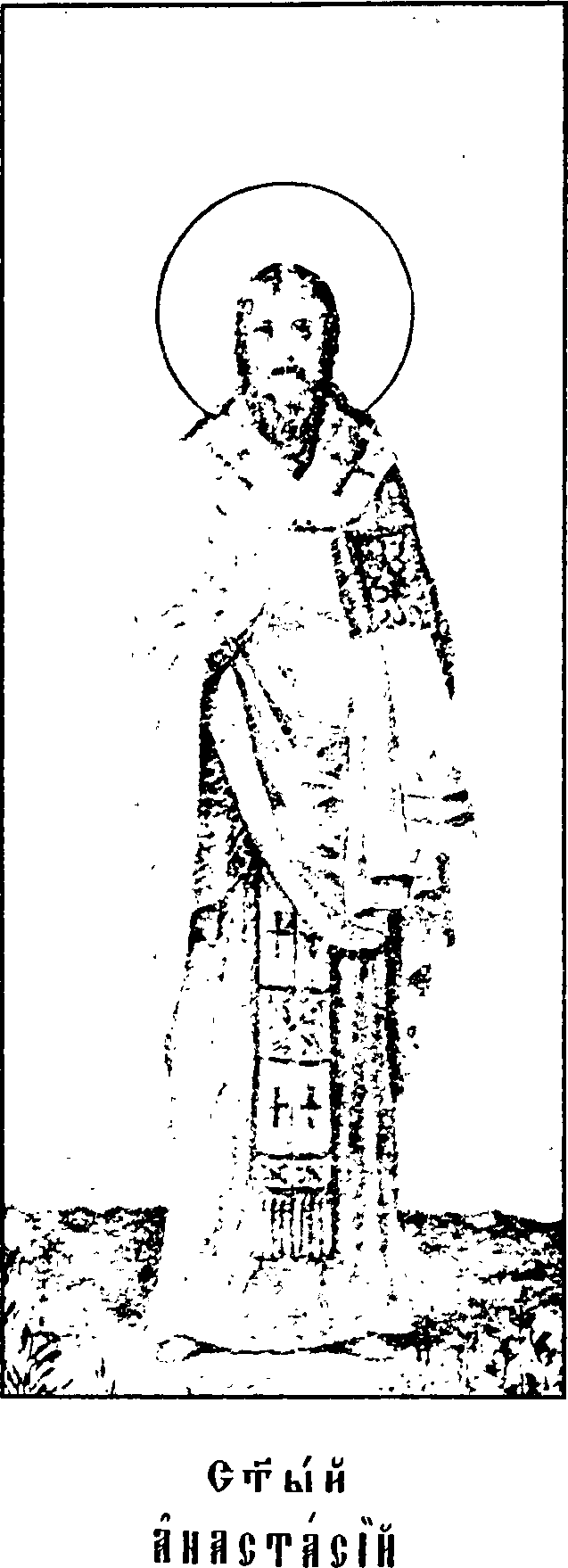
Patriarca Anastasio I de Antioquía

Anastasio I, conocido como "el Sinaíta" fue canonizado como santo por la Iglesia ortodoxa y por la Iglesia católica. Gobernó el patriarcado de Antioquía dos veces entre fines de 558 o comienzos de 559 y 569, y desde 593 hasta que fue asesinado el 21 de abril de 599, pero las fechas varían según las fuentes. Su defensa de la fe calcedónica hizo que fuera depuesto en 569 por el emperador Justino II, quien intentó alcanzar un acuerdo entre calcedónicos y monofisitas. Aunque la fijación de la muerte del patriarca depende de la existencia o no de un homónimo e inmediato sucesor suyo en el trono patriarcal, Anastasio II, quien habría fallecido de muerte violenta en 609 o 610, en tiempos del emperador Focas. En los libros litúrgicos de la Iglesia griega se conmemora un solo patriarca de Antioquía de nombre Anastasio, calificado además como mártir. El historiador Nicéforo Calixto (Hist. Eccl., XVIII, XLIV) circa 1320 afirmó que esos dos patriarcas son una misma persona. Las coincidencias entre ambos patriarcas ayudan a la confusión: ambos tenían el mismo nombre, el mismo apodo por ser monjes del monasterio del Sinaí, eran consecutivos en el patriarcado, ambos fueron prolíficos escritores y al parecer los dos murieron de muerte violenta. Sin embargo, en algunas recensiones de la Notitia Antiochena es llamado Anastasio "el Viejo", lo que sugiere que se lo distingue de un homónimo.

### Situación del patriarcado de Antioquía a fines delsigloVI
Para el siglo VI el patriarcado de Antioquía ya había reducido su extensión territorial dentro de la diócesis civil de Oriente del Imperio bizantino luego de la separación del patriarcado de Jerusalén y de la Iglesia de Chipre. Comprendía entonces las provincias de: Arabia, Cilicia I, Cilicia II, Eufratensis, Isauria, Mesopotamia, Osroena, Fenicia I, Fenicia II Libanense, Siria I, Siria II Saludable y Teodoria (creada en 528). Estos territorios hacen parte de los actuales Turquía, Siria, Líbano, Jordania e Israel. El cisma de 555 de los armenios, íberos y albaneses del Cáucaso originó la Iglesia apostólica armenia monofisita y redujo el patriarcado a tierras bizantinas.
Luego de la deposición del patriarca monofisita Severo de Antioquía en 518, el patriarcado de Antioquía entró en un conflicto que dio lugar a la formalización del cisma en 544 por el cual comenzó una jerarquía rival a la oficial melquita que derivó en la Iglesia ortodoxa siríaca, que ha continuado nombrando a sus propios patriarcas de Antioquía. En los primeros tiempos del cisma, la jerarquía monofisita, considerándose la legítima, continuó manteniendo el mismo ranking de sedes episcopales que su rival melquita, por lo que la traducción de la Notitia Antiochena a su versión en siríaco no modificó la configuración diocesana. A partir de 634 todo el territorio comenzó a ser conquistado por los árabes musulmanes, que capturaron Antioquía en 637. Luego el número de cristianos y de sedes episcopales decayó fuertemente en los siglos siguientes por su conversión al islam.

## Recensiones de laNotitia Antiochena
Una recensión es la práctica de editar o revisar un texto basado en un análisis crítico, pero cuando se hace referencia a manuscritos puede tratarse de una revisión del texto original por otro autor. La Notitia Antiochena ha llegado a los autores modernos por medio de recensiones en manuscritos no coincidentes escritos entre los siglos XII y XVII. Sobre la base del texto original o sobre la base de un recensión del mismo, los copistas efectuaron enmiendas, observaciones, actualizaciones y superposiciones, cometiendo en algunos casos errores por omisiones y duplicaciones de texto, por alteración del orden o por alteración de la grafía, y efectuaron traducciones en las cuales los nombres de las sedes episcopales se alteraron haciendo que algunas sean actualmente irreconocibles. Las recensiones contienen aclaraciones que hacen suponer que no estaban en el documento primitivo, y que, o bien fueron hechas por Anastasio sobre la base de un documento más antiguo, o bien fueron hechas posteriormente. 
Vitalien Laurent en su investigación de 1947 La Notitia d’Antioche. Origine et tradition, conocía entonces al menos nueve recensiones en idioma griego, además de las muchas más que se encuentran en las diversas ediciones del Tratado sobre los cinco patriarcados del monje ortodoxo Nilo Dossopatre escrito en el siglo XII (12 manuscritos encontrados y la versión armenia en su cuádruple copia que se tradujo en 1179 o 1180) encargado por Roger II de Sicilia en 1142-1143, y también el folleto anónimo de la segunda mitad del siglo IX titulado Recapitulatio thronorum y conocido en muchas copias (publicado por Gustav Parthey en 1866). A los documentos en griego deben agregarse traducciones al siríaco (3 códices), armenio (4 códices), latín (5 códices), árabe (un códice) y una publicación francés antiguo, que hace que las fuentes conocidas por Laurent fueran no menos de 15. En su opinión, el estudio de la similitud entre las recensiones muestra que el arquetipo original en griego debió haber dado lugar a dos antiguas recensiones. De una de ellas desciende la versión siríaca, mientras que las demás parecen tener otro antecesor común distinto.
Las recensiones en griego conocidas por Laurent, según en donde se encontraba cada códice, son las siguientes:
- Jerusalén, (hieros. bibl. patriarch. 39) del siglo XII, publicado por V. Benešević en 1927;[9]
- París, (paris supplem. gr. 1226) del siglo XII-XIII, publicado por F. Nau en 1909;[10][11]
- Vaticano, (vatic. gr. 1455) de 1299, publicado por H. Gelzer en 1892;[12]
- Ginebra, (genev. bibl. publ. xxiii) del siglo XIII-XIV, inédito.
- París, (paris. gr. 1231) del siglo XIII, inédito y escrito con partes faltantes;[13][14]
- Berlín, (berol. philipp. gr. 1477) del siglo XV, publicado por H. Gelzer en 1892;[15]
- Halki, (halki panag. 22) de 1551, reubicado a la bibliot. patriarcal del Phanar en Estambul, publicado por A. Papadopoulos-Kerameus en 1884;
- San Petersburgo, (leningr. bibl. publ. 716) del siglo XVI-XVII, inédito;
- Monasterio de Santa Catalina del Monte Sinaí, (sinait. 508) del siglo XVII, catalogado por V. Benešević en 1911, Laurent no conoció su contenido.[16]

Cuadro confeccionado por Laurent en La Notitia d’Antioche. Origine et tradition:
| Recensión o versión                        | Grandes metropolitanatos | Metropolitanatos autocéfalos | Arzobispados autocéfalos | Obispados exentos | Obispados sufragáneos | Catolicosados |
| ------------------------------------------ | ------------------------ | ---------------------------- | ------------------------ | ----------------- | --------------------- | ------------- |
| hieros. bibl. patriarch. 39 (en griego)    | 12/13                    | 6                            | 6                        | 4                 | 124                   | -             |
| paris supplem. gr. 1226 (en griego)        | 12/13                    | 9                            | 8                        | 5                 | 138                   | 2             |
| vatic. gr. 1455 (en griego)                | 13                       | 9                            | 12                       |                   | 128                   | 2             |
| paris. gr. 1231 (en griego)                | 13                       | 8                            | 7                        | ?                 |                       | 2             |
| genev. bibl. publ. xxiii (en griego)       | 13                       | 9                            | 8                        | 5                 | 138                   | 2             |
| berol. philipp. gr. 1477 (en griego)       | 13                       | 9                            | 7                        | 6                 |                       | -             |
| halki panag. 22 (en griego)                | 13                       | 9                            | 7                        | 6                 | 130                   | 2             |
| leningr. bibl. publ. 716 (en griego)       | 13                       | 9                            |                          | 5                 | 134                   | 2             |
| sinait. 508 (en griego)                    | ?                        | ?                            | ?                        | ?                 | ?                     | ?             |
| Tobler y Molinier, 1880 (en latín)         | 13                       | 8                            | 12                       |                   | 127                   | 2             |
| vatican. armen. 3, f. 284-298 (en armenio) | 13                       | 5                            | 7                        | 5                 | 130                   | 3             |
| Kraçkovski, 1917 (en árabe)                | 13                       | 9                            | 7                        | 6                 | ?                     | ?             |
| Rahmani, 1920 (en siríaco)                 | 12                       | 4                            | 7                        | 2                 | 128                   | -             |
| Nilo Dossopatre (en griego)                | 13                       | 8                            | 8                        | 5                 | 137                   | 3             |
| Recapitulatio thronorum (en griego)        | 12                       | 5                            | 7                        | 2                 | 125                   | -             |

## Recopilaciones
El sacerdote francés Michel Le Quien realizó una recopilación de los obispos conocidos de las diócesis de los patriarcados orientales, que fue publicada póstumamente en 1740 como Oriens christianus in quatuor patriarchatus digestus, in quo exhibentur Ecclesiae patriarchae caeterique praesules totius Orientis.
En 1825 en el Vaticano el obispo (más tarde cardenal) Angelo Mai trató con un procedimiento químico pergaminos antiguos reutilizados recuperando su escritura original y publicó con ellos Scriptorum veterum nova collectio. De uno de esos pergaminos recuperó un texto titulado Recensentur fines sanctissimarum patriarchalium et apostolicarum sedium que tiene una lista de sedes sin los obispados sufragáneos y Mai lo presentó en griego y en latín.
En 1866 el alemán Gustav Parthey publicó en Berlín una recopilación de varias fuentes llamada Hieroclis Synecdemus et Notitiae gracae episcopatuum.
En 1892 el alemán Heinrich Gelzer publicó en Byzantinische Zeitschrift de Múnich una recopilación de listas diocesanas no impresas y poco conocidas de la Iglesia oriental, que tituló Ungedruckte und wenig bekannte Bistümerverzeichnisse der orientalischen Kirche. Gelzer publicó varios códices vaticanos y uno armenio.

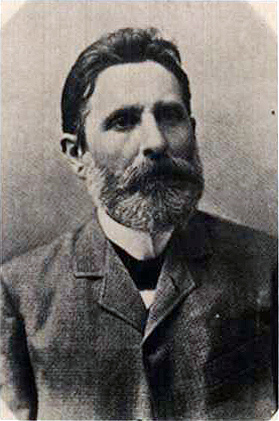
Athanasios Papadopoulos-Kerameus, publicó en 1884 la recensión griega de la Notitia Antiochena estudiada por Siméon Vailhé

El erudito Athanasios Papadopoulos-Kerameus (1856-1912) recorrió entre 1882 y 1887 parte del Imperio otomano dedicándose a copiar, comentar y catalogar muchos documentos bizantinos y textos literarios para crear un inventario de manuscritos griegos pertenecientes a escuelas, iglesias y monasterios. Su voluminoso material de la investigación podría abarcar cuatro volúmenes, pero solo uno se publicó en griego en 1884 en Constantinopla, teniendo una recensión de la Notitia Antiochena en el suplemento del tomo XVIII de la colección de 40 volúmenes publicada entre 1863 y 1912 por la Sociedad Filológica Griega de Constantinopla (Ἑλληνικός Φιλολογικός Σύλλογος Κωνσταντινουπόλεως) llamada Syngramma periodikon. La recensión publicada por Papadopoulos-Kerameus está titulada como Rango jerárquico de Iglesias sometidas a Antioquía bajo Anastasio el Viejo, patriarca de Antioquía y fue copiada por él de un manuscrito de 1551 ubicado en la biblioteca del monasterio ortodoxo de la isla de Halki.
Otras fuentes que aportan datos son las obras recopiladas por Gelzer de los geógrafos imperiales Hierocles y Jorge de Chipre, que aportan valiosos datos sobre las ciudades existentes en los siglos VI y VII. A Hierocles se atribuye el Synecdemus, un texto geográfico con una tabla de divisiones administrativas del Imperio bizantino y sus ciudades bajo el reinado de Justiniano I y antes de 535, que fue recopilado por Parthey. El texto menciona las 10 provincias que estaban en el patriarcado de Antioquía (no incluye la provincia de Teodoria creada en 528) con los nombres de 114 ciudades. A Jorge de Chipre se debe la Descriptio orbis Romani, escrita entre 600 y 610 y que enumera ciudades, pueblos, fortalezas y divisiones administrativas del Imperio romano de Oriente. William Henry Waddington publicó en 1870 Inscriptions grecques et latines de la Syrie, una recopilación de inscripciones antiguas de Siria que permiten confirmar la existencia de algunos obispos y obispados.

## Ediciones críticas de laNotitia Antiochena

### Vailhé

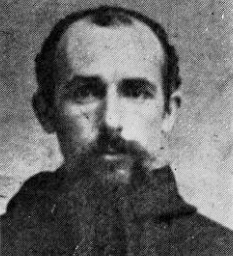
Siméon Vailhé, publicó en 1907 el estudio que dio origen al interés académico sobre la Notitia Antiochena

Conociendo la recensión publicada por Papadopoulos-Kerameus y las recopilaciones de Le Quien, Parthey, Gelzer y otras obras como las del obispo Angelo Mai (Scriptorum veterum nova collectio, 1825), el sacerdote católico asuncionista francés Siméon Vailhé (1873-1960) realizó en 1907 tres publicaciones consecutivas en la revista académica católica Échos d'Orient (publicada en francés en el Imperio otomano):
- Une “Notitia episcopatuum” d’Antioche du Xe siècle[24]
- La “Notitia Episcopatuum” d’Antioche du patriarche Anastase[25]
- Les recensions de la “Notitia episcopatuum” d’Antioche du patriarche Anastase[26]

Estas publicaciones fueron precedidas por otra publicación que Vailhé hizo en Échos d'Orient en 1899: La province ecclésiastique d'Arabie, en la cual intentó identificar geográficamente a las diócesis sufragáneas de Bostra.
Vailhé intentó restablecer el texto original de la Notitia Antiochena atribuido al patriarca Anastasio I, concluyendo que se conservó en la Notitia V publicada por Parthey como una versión en griego incompleta y todavía no recensionada, que solo tiene el número de obispados sufragáneos por cada provincia y no sus nombres: 
- El patriarcado de Antioquía incluye 12 metropolitanatos: Tiro con 13 obispados, Tarso con 5 obispados, Edesa con 11 obispados, Apamea con 7 obispados, Hierápolis con 9 obispados, Anazarba con 8 obispados, Seleucia de Isauria con 24 obispados, Damasco con 11 obispados, Amida con 8 obispados, Sergiópolis con 5 obispados, Dara con 3 obispados.
- Incluye 5 metropolitanatos autocéfalos: Berito, Emesa, Laodicea, Samósata, Cirro.
- Incluye 7 arzobispados: Beroea, Calcis, Seleucia Pieria, Anasarta, Palto, Gabala.
- Incluye 2 obispados exentos: Salamia y Marcuso. Es decir un total de 151 diócesis.

La Notitia V de Parthey contiene algunos errores e incoherencias:
- se suman 12 metropolitanatos, pero se enumeran 11, por lo que falta el metropolitanato de Bostra;
- se suman 7 arzobispados, pero se enumeran 6, por lo que falta el arzobispado de Gabula;
- según Vailhé el metropolitanato de Tarso debería tener 7 diócesis sufragáneas y no 5;
- el obispado exento de Barcuso es llamado Marcuso;
- salvados los errores anteriores, la suma total da 132 sedes episcopales, pero el texto menciona 151, por lo que corresponde agregar 19 obispados sufragáneos al metropolitanato faltante de Bostra.

Vailhé encontró en la recopilación de Mai un manuscrito del siglo X que contiene una crónica abreviada fechada en 854 y atribuida falsamente a Eusebio de Cesarea, en la cual hay una versión en griego y en latín de la Notitia V de Parthey, pero más completa:
- El patriarcado de Antioquía incluye 12 metropolitanatos: Tiro con 13 obispados, Tarso con 6 obispados, Edesa con 11 obispados, Apamea con 7 obispados, Hierápolis con 9 obispados, Bostra con 19 obispados, Anazarba con 8 obispados, Seleucia de Isauria con 24 obispados, Damasco con 11 obispados, Amida con 8 obispados, Sergiópolis con 5 obispados, Dara con 3 obispados.
- Incluye 5 metropolitanatos autocéfalos: Berito, Emesa, Laodicea, Samósata, Cirro.
- Incluye 7 arzobispados: Beroea, Calcis, Seleucia Pieria, Anasarta, Palto, Gabala, Gabula.
- Incluye 2 obispados exentos: Salamia y Barcuso. Es decir un total de 151 diócesis.

La lista de Mai suma 150 sedes episcopales, por lo que para completar las 151 enunciadas Vailhé agregó un obispado sufragáneo a Tarso (llevándolo a 7 sufragáneos), pero no tuvo en cuenta que la diócesis faltante podría ser la propia sede del patriarca de Antioquía.
Sobre la base de la recensión publicada por Papadopoulos-Kerameus, Vailhé completó la Notitia V de Parthey y la versión de Mai con los obispados sufragáneos y concluyó que el patriarcado de Antioquía tenía a fines del siglo VI la siguiente estructura diocesana:
- 5 metropolitanatos autocéfalos: Berito, Emesa, Laodicea en Siria, Samósata, Cirro.
- 7 arquidiócesis autocéfalas: Beroea, Calcis, Seleucia Pieria, Anasarta o Teodorópolis, Palto, Gabala, Gabula.
- 2 obispados exentos: Salamia, Barcuso.
- 12 metropolitanatos con 125 obispados sufragáneos:
  - Provincia de Fenicia I: metropolitanato de Tiro, con 13 obispados: 
    - Porfirión, Arca, Tolemaida, Sidón, Sarepta, Biblos, Botris, Ortosia, Arado, Antarado, Paneas, Rachea o Heraclea, Trípoli.

  - Provincia de Cilicia I: metropolitanato de Tarso, con 7 obispados: 
    - Adana, Sebastia, Pompeyópolis, Malo, Augusta, Córico, Céfiro.

  - Provincia de Osroena: metropolitanato de Edesa, con 11 obispados: 
    - Birta, Constantina o Telia, Carre o Harrán, Marcópolis, Batne o Sarug, Tell-Mahre, Emeria, Circesio, Dausara, Calinico, Nea Valencia.

  - Provincia de Siria II: metropolitanato de Apamea, con 7 obispados: 
    - Epifanía de Siria o Hama, Seleucobelo, Larisa, Balanea, Mariamme, Rafanea, Aretusa.

  - Provincia Eufratensis I: metropolitanato de Hierápolis en Siria, con 9 obispados: 
    - Zeugma en Siria, Sura, Barbaliso, Neocesarea en Siria, Perre, Urima, Doliche, Germanicia, Europos.

  - Provincia de Arabia: metropolitanato de Bostra, con 19 obispados: 
    - Gerasa, Filadelfia, Adraa, Madaba, Esbo, Delmunda, Zorava, Erra o Hierápolis, Neve, Eutime, Constanza de Arabia, Parembol, Dionisias, Canata, Maximianópolis, Filipópolis, Crisópolis, Neila o Nilacome, Lorea.

  - Provincia de Cilicia II: metropolitanato de Anazarba, con 8 obispados: 
    - Epifanía de Cilicia, Alejandría Menor, Irenópolis en Cilicia, Flaviada, Roso, Mopsuestia, Castabala, Égeas.

  - Provincia de Isauria: metropolitanato de Seleucia de Isauria, con 24 obispados: 
    - Claudiópolis en Isauria, Diocesarea de Isauria, Orobe u Olba, Dalisando en Isauria, Sebela, Celenderi, Anemurio, Titópolis, Lamo, Antioquía Menor, Nefeli, Cestro, Selinunte, Jotapa de Isauria, Filadelfia Menor, Irenópolis de Isauria, Germanicópolis, Musbanda, Domiciópolis, Sbida, Zenonópolis o Zenópolis, Adraso, Meloé de Isauria, Neápolis de Isauria.

  - Provincia de Fenicia II: metropolitanato de Damasco, con 11 obispados: 
    - Heliópolis en Fenicia, Abila, Laodicea en el Líbano, Eurea en Fenicia, Conocora, Yabrud, Danaba, Corada, Arlane, Parembol u obispado de los sarracenos, Palmira.

  - Provincia de Mesopotamia I: metropolitanato de Amida, con 8 obispados: 
    - Martirópolis, Ingila, Belabitene o Valentine, Arsamosata, Sofene, Citarizon, Cefasmela o Cefa, Zeugma de Mesopotamia.

  - Provincia Eufratensis II: metropolitanato de Sergiópolis, con 5 obispados: 
    - Zenobia, Orisa, Erigene o Serigene, Oragiza o Ragizon, Agrippia.

  - Provincia de Mesopotamia II: metropolitanato de Dara, con 3 obispados: 
    - Teodosiópolis o Resaina, Rando, Banasypsa o Nasala.

Lo que hace un total de 151 diócesis, además de la diócesis patriarcal de Antioquía.

### Honigmann
Luego de las publicaciones de Vailhé otros autores publicaron manuscritos o expresaron sus puntos de vista sobre ciertos puntos relativos a la Notitia Antiochena:
- François Nau, en 1909, en Les suffragants d'Antioche au milieu du VIe siècle de la Revue de l'Orient chrétien de París, publicó como parte de un suplemento griego de 1226 hallado en París, una versión de la Notitia Antiochena que la data explícitamente en agosto de 570;[10]
- Pantelejmon Krestovič Žuze, en 1911, en Eparchij Anchiochijskoj tserkvi en el Bulletin de la Société impériale orthodoxe de Palestine, XXII;[28]
- Casimir Gauthier, en 1910, en la Revue augustinienne, cuando publicó Un patriarcat melkite.[29]

Pero fue el erudito bizantinista alemán Ernst Reinhard Wolfgang Honigmann (1892-1954) quien al publicar en 1925 en la revista Byzantinische Zeitschrift de Múnich su trabajo Studien zur Notitia Antiochena, quien revisó y corrigió las conclusiones de Vailhé. Honigmann se apoyó en una recensión siríaca que fue publicada en Roma en 1920 por el patriarca católico sirio Ignacio Dionisio Efrén II Rahmani (1848-1929) en su obra I fasti della chiesa patriarcale antiochena. Rahmani utilizó un manuscrito en siríaco que estaba en Mardin antes del Genocidio asirio y lo comparó con otras dos versiones entonces existentes en Urfa y en el monasterio de Deir ez-Za'faran, y publicó su versión resultante en siríaco y su traducción con aclaraciones en latín con el nombre de Notitia Sedium. Honigmann revisó todas las recensiones que conocía y teniendo en cuenta que hay obispados de existencia conocida a fines del siglo VI que no figuran en ninguna de las recensiones, y que un número de diócesis que sí figuran no se puede probar su existencia por ninguna otra fuente, contempló la posibilidad de que Anastasio I podría no haber sido el autor original de la Notitia Antiochena, sino que tal vez haya recensionado un texto más antiguo. A pesar de esa posibilidad, Honigmann tomó como válida la rúbrica que precede a la Notitia en el manuscrito de París, que menciona como autor al patriarca Anastasio en agosto de 570.
Honigmann concluyó que el patriarcado de Antioquía tenía a fines del siglo VI la siguiente estructura diocesana:
- 4 metropolitanatos autocéfalos: Berito, Emesa, Laodicea en Siria, Cirro.
- 7 arquidiócesis autocéfalas: Beroea, Calcis de Belos, Gabala, Seleucia Pieria, Anasarta o Teodorópolis, Palto, Gabula.
- 2 obispados exentos: Salamia, Barcuso.
- 12 metropolitanatos con 128 obispados sufragáneos:
  - Provincia de Fenicia I: metropolitanato de Tiro, con 13 obispados: 
    - Porfirión, Arca, Tolemaida, Sidón, Biblos, Botris, Ortosia, Arado, Antarado, Cesarea de Filipo o Paneas, Rachea, Trípoli, Sarepta.

  - Provincia de Cilicia I: metropolitanato de Tarso, con 6 obispados: 
    - Adana, Sebastia en Cilicia, Pompeyópolis, Malo, Augusta, Córico.

  - Provincia de Osroena: metropolitanato de Edesa, con 12 obispados: 
    - Birta, Marata, Carre, Constantina, Marcópolis, Batne, Tell-Mahre, Emeria, Circesio, Dausara, Calinico, Nea Valencia.

  - Provincia de Siria II: metropolitanato de Apamea, con 7 obispados: 
    - Epifanía de Siria, Seleucobelo, Larisa, Balanea, Mariamme, Rafanea, Aretusa.

  - Provincia Eufratensis I: metropolitanato de Hierápolis en Siria, con 11 obispados: 
    - Zeugma en Siria, Sura, Barbaliso, Neocesarea en Siria, Perre, Urima, Doliche, Germanicia, Europos, Oragiza, Samósata.

  - Provincia de Arabia: metropolitanato de Bostra, con 20 obispados: 
    - Gerasa, Filadelfia, Adraa, Madaba, Esbo, Delmunda, Zorava, Erra, Neve, Alamusa, Constanza de Arabia, Eutime, Parembol en Arabia (obispado sarraceno), Dionisias, Canata, Maximianópolis de Arabia, Filipópolis de Arabia, Crisópolis de Arabia, Neila, Lorea o Dorea.

  - Provincia de Cilicia II: metropolitanato de Anazarba, con 8 obispados: 
    - Epifanía de Cilicia, Alejandría Menor, Irenópolis en Cilicia, Flaviada, Roso, Mopsuestia, Castabala, Égeas.

  - Provincia de Isauria: metropolitanato de Seleucia de Isauria, con 24 obispados: 
    - Claudiópolis en Isauria, Diocesarea de Isauria, Olba, Dalisando en Isauria, Sebela, Celenderi, Anemurio, Titópolis, Lamo, Antioquía Menor, Nefeli, Cestro, Selinunte, Jotapa de Isauria, Filadelfia Menor, Irenópolis de Isauria, Germanicópolis, Musbanda, Domiciópolis, Sbida, Zenonópolis o Zenópolis, Adraso, Meloé de Isauria, Neápolis de Isauria.

  - Provincia de Fenicia II: metropolitanato de Damasco, con 11 obispados: 
    - Heliópolis en Fenicia, Abila de Lisania, Palmira, Laodicea en el Líbano, Eurea en Fenicia, Conocora, Yabrud, Danaba, Corada, Arlane, Sarakinón.

  - Provincia de Mesopotamia I: metropolitanato de Amida, con 8 obispados: 
    - Martirópolis, Ingila, Belabitene, Arsamosata, Sofene, Citarizon, Cefa, Zeugma de Mesopotamia.

  - Provincia Eufratensis II: metropolitanato de Sergiópolis, con 5 obispados: 
    - Agrippia, Zenobia, Orisa, Serigene, Ortaleon.

  - Provincia de Mesopotamia II: metropolitanato de Dara, con 3 obispados:
    - Teodosiópolis o Resaina, Rando o Tur Abdin, Mnasubio.

Lo que hace un total de 153 diócesis, además de la diócesis patriarcal de Antioquía.

### Comparación entre los esquemas de Vailhé y Honigmann
La primera diferencia entre los esquemas propuestos por ambos estudiosos se aprecia en la categorización de la sede episcopal de Samósata, que Vailhé cuenta entre los metropolitanatos autocéfalos, pero que Honigmann considera que se trataba de un obispado sufragáneo de Hierápolis en Siria que fue elevado al estatus de metropolitanato autocéfalo luego de la muerte de Anastasio I, ya que así aparece en la recensión siríaca. Hierápolis en Siria tiene entonces para Honigmann dos diócesis sufragáneas más que el esquema de Vailhé, ya que en la recensión siríaca aparece la diócesis de Oragiza, que Vailhé ubica como sufragánea de Sergiópolis.
Otra diferencia se da con el arzobispado autocéfalo de Gabala, que Vailhé colocó en la sexta posición y Honigmann en la tercera. También Sarepta está en la quinta posición como sufragánea de Tiro en el esquema de Vailhé, pero que Honigmann reubicó en la posición 13.
Honigmann descartó la inclusión en la Notitia Antiochena de la diócesis de Céfiro por Vailhé, que no aparece en ninguna recensión, pero que Vailhé agregó como sufragánea de Tarso porque se conocen 4 obispos entre 381 y 692 y que los escritos de Hierocles, Jorge de Chipre y Le Quien confirman que era sufragánea de Tarso. Esta situación no pudo ser resuelta por Honigmann, que también descartó la sugerencia del patriarca Rahmani de que esta diócesis podría ser la misma que Augusta, que falta en las recensiones siríacas. Sin embargo, Honigmann contempló la posibilidad de que en el momento en que el que la Notitia Antiochena fue redactada, este obispado estaba temporalmente vacante y, por lo tanto, su redactor lo pasó por alto o lo omitió intencionalmente.
La recensión siríaca incluye la diócesis de Marata [Μαραϑᾶς] como sufragánea de Edesa en segunda posición, que no aparece en las demás recensiones, por lo que no está en el esquema de Vailhé que tiene una diócesis sufragánea menos. También en esta provincia, Honigmann invirtió la posición entre Constantina y Carre, que pasó al tercer lugar.
Honigmann insertó la diócesis de Alamusa [Ἀλαμουσῶν], que solo aparece en la recensión siríaca, en la posición diez como sufragánea de Bostra. En este metropolitanato Honigmann invirtió las posiciones de las diócesis de Eutime y Constanza de Arabia, que quedó en la posición once. 
En el metropolitanato de Damasco Honigmann ubicó a Palmira en el tercer lugar, en vez de la última posición dada por Vailhé. El obispado de los sarracenos o Parembol es mencionado dos veces por Vailhé, como dos diócesis distintas, una sufragánea de Bostra y otra de Damasco. Honigmann consideró que Vailhé confundió parofónicamente Sarakinón [Σαρακηνῶν] con sarracenos para el Parembol sufragáneo de Damasco.
En el metropolitanato de Sergiópolis Honigmann ubicó en el primer lugar a la sede de Agrippia, que Vailhé puso en el último. En el último lugar Honigmann puso a la desconocida diócesis de Ortaleon [Ὀρϑαλέων] en vez de Oragiza, que puso Vailhé. 
En el metropolitanato de Dara la última posición para Vailhé la ocupaba la diócesis de Banasypsa o Nasala, pero en la misma posición Honigmann puso a Mnasubio [Μνασουβίου], diócesis de la que no pudo obtener información ni saber si se corresponde con Banasypsa o Nasala.
De esta forma, el esquema de Honigmann basado en la recensión siríaca tiene cuatro sedes episcopales (Marata, Alamusa, Ortaleon y Mnasubio) que faltan en el esquema de Vailhé basado en una recensión griega. El esquema de Vailhé, en cambio, tiene dos sedes episcopales (Céfiro y Banasypsa o Nasala) que faltan en el de Honigmann, por lo que el balance final da dos sedes más para este último.

## Comparación entre laNotitia Antiochenay otras listas de sedes episcopales

### Comparación entre el esquema de Honigmann y la lista de Devreesse
Luego de la publicación de Honigmann otros autores se ocuparon del tema: Vladimir Nikolaević Benešević en Zamietki k tekstam Notitiae episcopaluum en el Seminarium Kondakovianum, I de 1927 y Guillaume de Jerphanion en La treizième métropole du patriarcal d'Antioche en la Orientalia Christiana periodica, III de 1937. El sacerdote francés Robert Devreesse cuestionó en 1945 en Le patriarcat d’Antioche depuis la paix de l’Église jusqu’à la conquête arabe de la Collection d'études palestiniennes et orientales la autoría y la fecha de composición de la Notitia Antiochena, afirmando que se trataba de una falsificación en la que tomando como base las sedes que figuran en el tratado Recapitulatio thronorum de la segunda mitad del siglo IX, se insertaron los obispados sufragáneos y se hizo la para él falsa atribución a Anastasio I. Según Devreesse: «la Notitia Antiochena no se puede tener en cuenta en una historia del patriarcado de Antioquía del siglo VI al VII, es una composición falsa del siglo IX, repetidamente revisada y completada entre esta fecha y la época de las Cruzadas». Honigmann en 1947 (The Patriarchate of Antioch: A Revision of Le Quien and the Notitia Antiochena) hizo una revisión de la obra de Devreesse refutando esa opinión.
En los capítulos X a XIV Devreesse trata sobre las provincias del patriarcado de Antioquía, dando una lista de todos los obispados en el tiempo de esplendor del patriarcado entre los siglos IV y VII. Esta lista tiene para el patriarcado de Antioquía 11 metropolitanatos (Seleucia, Tarso, Anazarba, Antioquía, Apamea, Tiro, Damasco, Bosra, Hierápolis, Edesa y Amida) y 127 obispados. La comparación con el esquema de Honigmann da que a la lista de Devreesse le faltan 24 obispados y le sobran 9 que no están en la Notitia Antiochena. Devreesse omitió expresamente de su lista algunas sedes episcopales que solo aparecen en en Concilio de Nicea I y en un sínodo en Antioquía: Gindar, Coropissos, Vasadensis, Βαράτων, Συέδρων, Ούμανάδων, Λαράνδων, Ἰλίσερων.
Las 9 sedes episcopales que faltan en la Notitia Antiochena según Devreesse son: Céfiro (en Cilicia I); Parembol o Sarracenos (en Osroena); Neápolis, Ainos o Aenus (en Arabia); Charadra, Sebastia, Hierápolis (en Isauria). Debe agregarse también Nísibis, que fue cedida a los persas en 363 por el emperador Joviano luego de ser trasladada su población a Amida, y Anzit. 
Honigmann opinó que la existencia de Sarracenos en Osroena era muy dudosa, que las dos sedes árabes no se puede probar que todavía existieran en el siglo VI, y que las 3 sedes de Isauria no están atestiguadas después de 458. Sobre Céfiro Devreesse observó que tuvo un obispo en el concilio trulano de 692.
Las 24 sedes episcopales cuestionadas por Devreesse son: Sarepta (en Fenicia I); Marata, Tell-Mahre, Nea Valencia (en Cilicia I); Lraghis u Oragiza (en Eufratensis I); Delmunda, Alamusa, Parembol, Crisópolis, Dorea (en Arabia); Sebela, Musbanda, Zenópolis, Neápolis (en Isauria); Arsamosata, Citarizon, Zeugma (en Mesopotamia I); Agrippia, Zenobia, Orisa, Serigene o Arginas, Ortaleon o Artelaon (en Eufratensis II); Rando o Tur Abdin, Mnasubio o  Mnasobion (en Mesopotamia II).
En el caso de Sarepta, no está atestiguada como diócesis en los tiempos preárabes ni es mencionada por Le Quien, pero es una ciudad de existencia conocida en el siglo VI y aparece en todas las recensiones. No fue sin embargo mencionada por Hierocles ni por Jorge de Chipre, por lo que Honigmann opinó que quizás era una "comópolis" (villa o ciudadela) como lo era Porfirión.
Sobre Marata, Tell-Mahre y Nea Valencia, en la provincia de Osroena, Devreesse dijo que Nea Valencia era un distrito civil en la época del Synecdemus (circa 600) de Jorge de Chipre y que presumiblemente Marata y Tell-Mahre correspondan a Θηριμάχωμ y Μάκαρτα que menciona Jorge de Chipre, sin embargo de lo cual, no encuentra confirmación de que hubieran sido obispados. Honigmann opinó que se debía seguir la regla de que cada ciudad era un obispado. 
Para Devreesse Oragiza o Lraghis en la provincia de Eufratensis sería el Σάλτον Ἐραγιζηνὸν de Jorge de Chipre, es decir un bosque o floresta (saltus). Honigmann alegó que las actas del Latrocinio de Éfeso mencionan a un hombre a quien Juvenal de Jerusalén quería consagrar como obispo de un saltus, por lo que no descartó que fuera un caso similar.
Delmunda, Alamusa, Parembol, Crisópolis y Dorea, en la provincia de Arabia, no están atestiguadas. Como Devreesse expresó que en el siglo VI la provincia de Arabia se hallaba en pleno trabajo de evangelización con cambios demográficos producidos por el movimiento de tribus árabes, Honigmann opinó que esos nombres debían ser aldeas recientemente (en el siglo VI) establecidas como obispados. Delmunda, según él, era probablemente la villa de Belmaûs, en donde se encontró una inscripción que menciona un obispo y Parembol debía ser Hirtha, que tenía también un obispo jacobita.
En la provincia de Isauria Devreesse expresó que Sebela y Musbanda aparecieron por primera vez en el Concilio de Nicea II en 787; que Zenópolis o Zenonópolis está representada en concilio trulano en 692; y que Neápolis se encuentra en el Synecdemus de Hierocles. Honigmann opinó que Sebela era la bien conocida Sicelae como lo sugirió Devreesse; que Musbanda fue mencionada por Claudio Ptolomeo en el siglo II; que Zenonópolis está atestiguada como obispado en 488 y habiendo nacido allí el emperador Zenón, que le puso su nombre a la ciudad y fue el creador de la regla de que cada ciudad debía ser un obispado, no podía dejar de haberlo sido; también Neápolis de Isauria era una ciudad en el siglo VI mencionada por Hierocles y como tal también un obispado.
En Mesopotamia, según Devreesse Arsamosata, Citarizon y Zeugma eran desconocidos como obispados en el siglo VI, lo que fue refutado por Honigmann, quien consideró que Zeugma era otro nombre de Dadima (obispado atestiguado en 553) y que reemplazó a la antigua Anzit, mientras que Citarizon era una importante fortaleza romana mencionada por Jorge de Chipre. 
En Eufratensis II Devreesse expresó que Agrippia, Zenobia, Orisa, Serigene o Arginas y Ortaleon o Artelaon no se nombran en ningún otro lugar, pero Honigmann lo refutó diciendo que en 458 una carta fue firmada por el metropolitano y ocho obispos.
En Mesopotamia II Devreesse consideró extraños a los obispados de Tur Abdin, y de Mnasubio o Mnasobion.

### Comparación entre laNotitia Antiochenay la lista de Le Quien
La lista de Oriens christianus... de Le Quien, publicada en 1740, incluye una serie de sedes que no están en la Notitia Antiochena (versión Honigmann) y viceversa: Gindar (en Siria I), Céfiro (en Cilicia I), Macedonópolis (en Osroena), Marianópolis (en Eufratensis I), Neápolis, Ainos o Aenus (en Arabia), Citidiópolis (en Cilicia II), Leontópolis, Hierápolis, Sebastia, Cotradoro, Silvo, Ibidinge, Cardabunta, Zoropasa o Antheno (en Isauria), Come-Charran o Hauran, Abida (en Fenicia II), Caschara, Bezabda, Vologesocerta, Constantia, Maronópolis (en Mesopotamia). En Mesopotamia estaban también los obispados de Nísibis y Singara, que pasaron a los persas circa 360.
Los obispados exentos de Salamia y de Barcuso no son mencionados por Le Quien, pero están atestiguados en dos concilios ecuménicos del siglo VI. En el caso de Barcuso, Vailhé sugirió que podría ser Bakusa, de la cual se conoce un obispo que asistió al Concilio de Constantinopla II en 553, pero Honigmann confirmó que Barcuso es la ciudad también llamada Justinianópolis de Siria, cuyo obispo asistió al mismo concilio.
Ambos autores están de acuerdo con que el obispado de Arlane es llamado Alala por Le Quien y que Valentine se corresponde con Balabitine, de la cual un obispo asistió al concilio de Constantinopla en 536.
Tell-Mahre fue una diócesis jacobita conocida, pero no se conoce que haya tenido obispos calcedonianos, por lo que Vailhé supuso que sí los debió tener por poco tiempo antes de volverse jacobita, e incluso especuló que podría ser la Macedonópolis que menciona Le Quien. Honigmann estuvo de acuerdo en la existencia de esta diócesis melquita y en la de Nea Valencia, no mencionadas por Le Quien, basándose en la regla de que cada ciudad debía ser un obispado (Codex Iustinianus 1,3,35). 
Entre las diócesis sufragáneas de Seleucia de Isauria hay 4 que no son mencionadas por Le Quien: Robe u Orobe, Sebela, Meloé de Isauria, Neápolis de Isauria. Vailhé especuló que Orobe fuera Olba (lo que confirmó Honigmann) y que Sebela fuera Silvana, diócesis mencionadas por Le Quien y bien conocidas. Meloé y Neápolis están atestiguadas en las listas de los emperadores León VI el Sabio y Constantino VII Porfirogéneta en los siglos IX y X.

### Comparación entre laNotitia Antiochenay elAnuario Pontificio
Una sede titular en la Iglesia católica es una sede episcopal que ha cesado de tener un territorio definido bajo el gobierno de un obispo y que hoy existe únicamente en su título. De esta forma las antiguas sedes episcopales del patriarcado de Antioquía son conservadas en la Iglesia católica, aunque casi todas permanecen vacantes, excepto unas pocas adjudicadas a obispos orientales. Anualmente en el Anuario Pontificio se publica una lista de esas sedes episcopales. La comparación con el esquema de Honigmann muestra que para el Anuario Pontificio 2021 no existen las sedes titulares de: Marata, Delmunda, Alamusa, Parembol en Arabia, Ortaleon y Mnasubio. Fueron suprimidas las de Lorea (1956) y Alali o Arlane (1928). La de Sarakinon es llamada Parembol en Fenicia, de igual forma que lo hace el esquema de Vailhé. Otras dos sedes son conservadas solo en Iglesias orientales y fueron suprimidas en la Iglesia latina: Calinico (maronita) y Amida (armenia y siria). Esta misma situación ocurre para el patriarcado de Antioquía, suprimido en 1964 para los latinos, pero están existentes los patriarcados maronita, melquita y sirio. La única sede episcopal residencial latina es la de Beirut, existente como vicariato apostólico.

## Evolución posterior del patriarcado de Antioquía según las recensiones de laNotitia Antiochena
Las actualizaciones de la Notitia Antiochena que se muestran en las recensiones responden a la evolución histórica del patriarcado de Antioquía posterior al texto original. Su comprobación histórica en algunos casos es incierta o no hay acuerdo entre los estudiosos. Tanto Vailhé como Honigmann intentaron eliminar esas actualizaciones a fin de lograr reconstruir el texto original de la Notitia Antiochena.

### Actualizaciones según Vailhé y Honigmann
Vailhé basó su estudio en la recensión griega publicada por Papadopoulos-Kerameus, mientras que Honigmann basó su estudio en la recensión siríaca publicada por el patriarca Rahmani. Según ambos estudiosos el texto original de la Notitia Antiochena recibió las siguientes actualizaciones:
Se agregaron los catolicosados de Romagyris y de Irenópolis, los cuales fueron establecidos luego de la conquista musulmana de Persia en el siglo VII.
La lista de metropolitanatos autocéfalos fue modificada de la siguiente manera: Berito, Heliópolis (exsufragánea de Damasco que tomó el lugar de Emesa), Laodicea, Cirro, Martirópolis (exsufragánea de Amida), Mopsuestia (exsufragánea de Anazarba), Pompeyópolis (exsufragánea de Tarso), Adana (exsufragánea de Tarso). 
La lista de arzobispados autocéfalos solo sufrió la alteración del orden con el pasaje de Gabala al tercer lugar.
La lista de obispados exentos se incrementó con el agregado de Balambas (diócesis desconocida que tomó el primer lugar y que Vailhé sugirió que podría ser Balanea, sufragánea de Apamea, pero que Honnigman rechazó), Anabagata (diócesis desconocida), Germanicia (exsufragánea de Hierápolis), Rosos (exsufragánea de Anazarba según Vailhé, pero que Honnigman llama Rasos y negó que fuera la diócesis de Rosos).
El gran metropolitanato de Tiro perdió la diócesis de Arca, que pasó a ser sufragánea de Emesa.
El gran metropolitanato de Tarso perdió las diócesis de Pompeyópolis y de Adana, que se convirtieron en metropolitanatos autocéfalos. En algunas recensiones se mencionan las diócesis de Tebas y de Podandos, creadas en la Edad Media.
El gran metropolitanato de Hierápolis fue reemplazado por Doliché, hasta entonces uno de sus obispados sufragáneos. Vailhé dedujo que eso debió ocurrir en el siglo VII. Además, perdió la diócesis de Germanicia (convertida en obispado exento).
En el gran metropolitanato de Bostra la recensión griega agrega la desconocida diócesis de Μινιχεθθάλων en último lugar, que Vailhé no tuvo en cuenta en su esquema.
El gran metropolitanato de Anazarba perdió las diócesis de Rosos (según Vailhé pasó a obispado exento, pero Honigmann lo rechazó) y Mopsuestia (pasó a metropolitanato autocéfalo).
El gran metropolitanato de Seleucia de Isauria pasó al patriarcado de Constantinopla luego de la ocupación árabe de Antioquía, retornando cuando la ciudad fue recuperada por los bizantinos.
El gran metropolitanato de Damasco perdió la diócesis de Heliópolis (pasó a metropolitanato autocéfalo) y la diócesis de Palmira pasó al tercer lugar.
El gran metropolitanato de Amida se unió con la sede de Samósata. Vailhé observó que en 586 el metropolitanato solo se llamaba Amida, pero en el Concilio de Constantinopla de 879-880 fue llamado de Amida y Samósata, por lo que dedujo que la unión de las sedes ocurrió entre el siglo VI y el IX. Para Honigmann esto debió ocurrir a más tardar en las últimas décadas del siglo VI, por lo que intuyó que debió ser la primera actualización. El gran metropolitanato de Amida perdió además la diócesis de Martirópolis (pasó a metropolitanato autocéfalo).
El gran metropolitanato de Dara fue reemplazado por el de Teodosiópolis (según Vailhé, la actual Erzerum), lo cual dedujo que debió ocurrir entre los siglos IX y XII cuando el área de Armenia estaba incluida en el territorio del patriarcado de Antioquía.
El gran metropolitanato de Emesa fue creado y colocado en el lugar 13, acotando que «fue el último creado». Según Vailhé, basándose en textos armenios, esto debió ocurrir en 761 cuando la cabeza de san Juan Bautista fue trasladada desde un convento a la catedral de Emesa. Honigmann no estuvo de acuerdo y adelantó la creación del metropolitanato a la época preárabe. Las diócesis sufragáneas agregadas al nuevo metropolitanato fueron: Arca (exsufragánea de Tiro), Gausithai o Mauricópolis (desconocida), Palmira άρμεσῶν o Ermeneia (desconocida), Estefanópolis o Benetala (desconocida). 
La recensión griega de Papadopoulos-Kerameus contiene además una demarcación de 19 diócesis costeras del patriarcado de Antioquía, desde la de Tolemaida en Fenicia I hasta la de Tarso en Cilicia I, que es mencionada como el límite con el patriarcado de Constantinopla.

## Ediciones críticas más recientes
El tema fue de nuevo tratado por Joseph Nasrallah en 1963 (Le manuscrit 180 de la Bibliothèque Orientale de Beyrouth) y por Arthur Võõbus en 1985 (Neue Urkunden zur Notitia Antiochena), y volvió a estudio con el reciente redescubrimiento en el Museo del Instituto Oriental de la Universidad de Chicago de un pergamino escrito en siríaco que contiene una recensión de la Notitia Antiochena. El pergamino fue adquirido en 1928 al arzobispo ortodoxo sirio Afrem Barṣawm y formaba parte de la colección canónica de Beth Sabrina, perdida en la Primera Guerra Mundial. La traducción al inglés fue publicada en la revista Oriens Christianus 103 (2020): pp. 1-23 por Iskandar Bcheiry. El texto sería la recensión de la Notitia Antiochena más antigua conocida, ya que según Bcheiry basándose en sus conocimientos de la lengua siríaca, fue escrita entre finales del siglo VIII o la primera mitad del siglo IX como una actualización geográfica y eclesiástica de una traducción siríaca realizada a fines del siglo VII o principios del siglo VIII del texto griego original. La diferencia con la versión siríaca publicada por el patriarca católico Rahmani se da en que tiene 3 metropolitanatos autocéfalos más (Samósata, Martirópolis y Calinico) y 4 obispados sufragáneos menos.

## Cuadro de reconstrucciones
Cuadro de comparación entre las versiones reconstruidas por Vailhé y por Honigmann, la lista de Devreesse y la recensión siríaca publicada por Bcheiry.
| Autor     | Grandes metropolitanatos | Metropolitanatos autocéfalos | Arzobispados autocéfalos | Obispados exentos | Obispados sufragáneos | Total |
| --------- | ------------------------ | ---------------------------- | ------------------------ | ----------------- | --------------------- | ----- |
| Vailhé    | 12                       | 5                            | 7                        | 2                 | 125                   | 151   |
| Honigmann | 12                       | 4                            | 7                        | 2                 | 128                   | 153   |
| Devreesse | 11                       | -                            | -                        | -                 | 127                   | 138   |
| Bcheiry   | 12                       | 7                            | 7                        | 2                 | 124                   | 152   |